# Danh sách nước theo cấu trúc tuổi
Đây là danh sách các nước và vùng lãnh thổ theo cấu trúc tuổi dựa theo sự phân bố tuổi của dân số. Dân số được chia thành ba cấp độ tuổi:
1. Từ 0 đến 14 tuổi: trẻ em và thanh thiếu niên;
2. Từ 15 đến 64 tuổi: dân số làm việc hoặc dân số trong giáo dục;
3. Trên 65 tuổi: nghỉ hưu và già yếu.

Nguồn số liệu từ World Bank năm 2017.

## Danh sách
| Nước / Vùng                 | Dân cư theo cấp độ tuổi năm 2017 | Dân cư theo cấp độ tuổi năm 2017 | Dân cư theo cấp độ tuổi năm 2017 |
| Nước / Vùng                 | Từ 0 đến 14 tuổi                 | Từ 15 đến 64 tuổi                | Trên 65 tuổi                     |
| --------------------------- | -------------------------------- | -------------------------------- | -------------------------------- |
| Afghanistan                 | 43.2 %                           | 54.2 %                           | 2.6 %                            |
| Albania                     | 17.4 %                           | 68.9 %                           | 13.2 %                           |
| Algérie                     | 29.3 %                           | 64.5 %                           | 6.2 %                            |
| Angola                      | 46.8 %                           | 50.8 %                           | 2.4 %                            |
| Antigua và Barbuda          | 23.9 %                           | 69.2 %                           | 6.9 %                            |
| Argentina                   | 24.9 %                           | 63.9 %                           | 11.2 %                           |
| Armenia                     | 20.0 %                           | 68.8 %                           | 11.2 %                           |
| Aruba (Hà Lan)              | 17.9 %                           | 69.0 %                           | 13.1 %                           |
| Úc                          | 19.0 %                           | 65.5 %                           | 15.5 %                           |
| Áo                          | 14.1 %                           | 66.7 %                           | 19.2 %                           |
| Azerbaijan                  | 23.3 %                           | 70.7 %                           | 6.0 %                            |
| Bahamas                     | 20.5 %                           | 70.6 %                           | 9.0 %                            |
| Bahrain                     | 19.7 %                           | 77.9 %                           | 2.4 %                            |
| Bangladesh                  | 28.4 %                           | 66.5 %                           | 5.1 %                            |
| Barbados                    | 19.1 %                           | 66.0 %                           | 15.0 %                           |
| Belarus                     | 16.7 %                           | 68.5 %                           | 14.8 %                           |
| Bỉ                          | 17.1 %                           | 64.3 %                           | 18.6 %                           |
| Belize                      | 31.4 %                           | 64.7 %                           | 3.9 %                            |
| Bénin                       | 42.7 %                           | 54.1 %                           | 3.2 %                            |
| Bhutan                      | 26.6 %                           | 68.6 %                           | 4.9 %                            |
| Bolivia                     | 31.6 %                           | 61.7 %                           | 6.7 %                            |
| Bosna và Hercegovina        | 14.1 %                           | 69.3 %                           | 16.6 %                           |
| Botswana                    | 31.4 %                           | 64.7 %                           | 3.9 %                            |
| Brasil                      | 21.7 %                           | 69.7 %                           | 8.6 %                            |
| Brunei                      | 23.0 %                           | 72.4 %                           | 4.6 %                            |
| Bulgaria                    | 14.2 %                           | 65.0 %                           | 20.8 %                           |
| Burkina Faso                | 45.2 %                           | 52.4 %                           | 2.4 %                            |
| Burundi                     | 45.0 %                           | 52.4 %                           | 2.6 %                            |
| Cabo Verde                  | 30.2 %                           | 65.3 %                           | 4.5 %                            |
| Campuchia                   | 31.3 %                           | 64.3 %                           | 4.4 %                            |
| Cameroon                    | 42.7 %                           | 54.1 %                           | 3.2 %                            |
| Canada                      | 16.0 %                           | 67.0 %                           | 17.0 %                           |
| Trung Phi                   | 43.2 %                           | 53.1 %                           | 3.7 %                            |
| Tchad                       | 47.1 %                           | 50.4 %                           | 2.5 %                            |
| Chile                       | 20.3 %                           | 68.6 %                           | 11.1 %                           |
| Trung Quốc                  | 17.7 %                           | 71.7 %                           | 10.6 %                           |
| Colombia                    | 23.5 %                           | 68.9 %                           | 7.6 %                            |
| Comoros                     | 39.8 %                           | 57.3 %                           | 3.0 %                            |
| CHDC Congo                  | 46.3 %                           | 50.7 %                           | 3.0 %                            |
| Cộng hoà Congo              | 42.3 %                           | 54.3 %                           | 3.4 %                            |
| Costa Rica                  | 21.3 %                           | 68.9 %                           | 9.5 %                            |
| Croatia                     | 14.7 %                           | 65.6 %                           | 19.7 %                           |
| Cuba                        | 16.1 %                           | 69.2 %                           | 14.7 %                           |
| Curaçao                     | 18.7 %                           | 64.9 %                           | 16.4 %                           |
| Síp                         | 16.8 %                           | 69.8 %                           | 13.4 %                           |
| Cộng hòa Séc                | 15.4 %                           | 65.6 %                           | 19.0 %                           |
| Đan Mạch                    | 16.5 %                           | 63.8 %                           | 19.7 %                           |
| Djibouti                    | 31.1 %                           | 64.7 %                           | 4.2 %                            |
| Cộng hòa Dominica           | 29.3 %                           | 63.7 %                           | 7.0 %                            |
| Ecuador                     | 28.4 %                           | 64.5 %                           | 7.1 %                            |
| Ai Cập                      | 33.5 %                           | 61.4 %                           | 5.2 %                            |
| El Salvador                 | 27.4 %                           | 64.4 %                           | 8.3 %                            |
| Guinea Xích Đạo             | 37.2 %                           | 60.0 %                           | 2.8 %                            |
| Eritrea                     | 41.8 %                           | 54.6 %                           | 3.6 %                            |
| Estonia                     | 16.4 %                           | 64.2 %                           | 19.5 %                           |
| Eswatini (Swaziland)        | 37.2 %                           | 59.7 %                           | 3.2 %                            |
| Ethiopia                    | 40.6 %                           | 55.9 %                           | 3.5 %                            |
| Fiji                        | 28.5 %                           | 65.3 %                           | 6.2 %                            |
| Phần Lan                    | 16.4 %                           | 62.4 %                           | 21.2 %                           |
| Pháp                        | 18.1 %                           | 62.2 %                           | 19.7 %                           |
| Gabon                       | 35.9 %                           | 59.6 %                           | 4.5 %                            |
| Gambia                      | 45.3 %                           | 52.3 %                           | 2.3 %                            |
| Gruzia                      | 19.2 %                           | 66.0 %                           | 14.9 %                           |
| Đức                         | 13.1 %                           | 65.5 %                           | 21.5 %                           |
| Ghana                       | 38.5 %                           | 58.1 %                           | 3.4 %                            |
| Hy Lạp                      | 14.2 %                           | 65.4 %                           | 20.4 %                           |
| Grenada                     | 26.3 %                           | 66.4 %                           | 7.3 %                            |
| Guam (US)                   | 24.7 %                           | 65.7 %                           | 9.6 %                            |
| Guatemala                   | 35.1 %                           | 60.3 %                           | 4.7 %                            |
| Guinée                      | 42.3 %                           | 54.6 %                           | 3.1 %                            |
| Guiné-Bissau                | 40.7 %                           | 55.5 %                           | 3.0 %                            |
| Guyana                      | 28.1 %                           | 65.7 %                           | 5.3 %                            |
| Haiti                       | 33.0 %                           | 62.2 %                           | 4.8 %                            |
| Honduras                    | 31.6 %                           | 63.7 %                           | 4.7 %                            |
| Hồng Kông                   | 11.5 %                           | 72.2 %                           | 16.3 %                           |
| Hungary                     | 14.3 %                           | 67.1 %                           | 18.6 %                           |
| Iceland                     | 20.1 %                           | 65.5 %                           | 14.4 %                           |
| Ấn Độ                       | 27.8 %                           | 66.2 %                           | 6.0 %                            |
| Indonesia                   | 27.4 %                           | 67.3 %                           | 5.3 %                            |
| Iran                        | 23.7 %                           | 70.9 %                           | 5.4 %                            |
| Iraq                        | 40.4 %                           | 56.4 %                           | 3.2 %                            |
| Ireland                     | 21.6 %                           | 64.4 %                           | 13.9 %                           |
| Israel                      | 27.9 %                           | 60.4 %                           | 11.7 %                           |
| Ý                           | 13.5 %                           | 63.5 %                           | 23.0 %                           |
| Bờ Biển Ngà                 | 42.4 %                           | 54.6 %                           | 2.9 %                            |
| Jamaica                     | 22.7 %                           | 67.6 %                           | 9.7 %                            |
| Nhật Bản                    | 12.9 %                           | 60.1 %                           | 27.0 %                           |
| Jordan                      | 35.5 %                           | 60.7 %                           | 3.8 %                            |
| Kazakhstan                  | 27.9 %                           | 65.1 %                           | 7.0 %                            |
| Kenya                       | 40.5 %                           | 56.8 %                           | 2.7 %                            |
| CHDCND Triều Tiên           | 20.6 %                           | 69.9 %                           | 9.5 %                            |
| Hàn Quốc                    | 13.5 %                           | 72.6 %                           | 13.9 %                           |
| Kuwait                      | 21.1 %                           | 76.6 %                           | 2.3 %                            |
| Kyrgyzstan                  | 31.8 %                           | 63.7 %                           | 4.5 %                            |
| Lào                         | 32.9 %                           | 63.1 %                           | 4.0 %                            |
| Latvia                      | 15.4 %                           | 64.8 %                           | 19.8 %                           |
| Liban                       | 23.1 %                           | 68.4 %                           | 8.5 %                            |
| Lesotho                     | 35.4 %                           | 60.1 %                           | 4.5 %                            |
| Liberia                     | 41.8 %                           | 55.1 %                           | 3.1 %                            |
| Libya                       | 28.2 %                           | 67.4 %                           | 4.4 %                            |
| Litva                       | 14.8 %                           | 66.2 %                           | 19.0 %                           |
| Luxembourg                  | 16.5 %                           | 69.2 %                           | 14.3 %                           |
| Ma Cao                      | 13.4 %                           | 76.9 %                           | 9.8 %                            |
| Bắc Macedonia               | 23.7%                            | 64.4 %                           | 11.9 %                           |
| Madagascar                  | 41.0 %                           | 56.1 %                           | 2.9 %                            |
| Malawi                      | 44.0 %                           | 53.0 %                           | 3.0 %                            |
| Malaysia                    | 24.3 %                           | 69.4 %                           | 6.3 %                            |
| Maldives                    | 23.4 %                           | 72.5 %                           | 4.1 %                            |
| Mali                        | 47.7 %                           | 49.8 %                           | 2.5 %                            |
| Malta                       | 14.4 %                           | 66.1 %                           | 19.4 %                           |
| Mauritanie                  | 39.9 %                           | 56.9 %                           | 3.1 %                            |
| Mauritius                   | 18.4 %                           | 70.7 %                           | 10.9 %                           |
| México                      | 26.7 %                           | 66.5 %                           | 6.9 %                            |
| Liên bang Micronesia        | 33.1 %                           | 62.1 %                           | 4.8 %                            |
| Moldova                     | 15.7 %                           | 73.4 %                           | 10.9 %                           |
| Mông Cổ                     | 29.7 %                           | 66.3 %                           | 4.0 %                            |
| Montenegro                  | 18.1 %                           | 67.1 %                           | 14.8 %                           |
| Maroc                       | 27.4 %                           | 65.8 %                           | 6.8 %                            |
| Mozambique                  | 44.8 %                           | 52.1 %                           | 3.2 %                            |
| Myanmar                     | 26.8 %                           | 67.4 %                           | 5.7 %                            |
| Namibia                     | 36.7 %                           | 59.8 %                           | 3.6 %                            |
| Nepal                       | 30.9 %                           | 63.3 %                           | 5.8 %                            |
| Hà Lan                      | 16.4 %                           | 64.8 %                           | 18.8 %                           |
| New Zealand                 | 19.8 %                           | 64.9 %                           | 15.3 %                           |
| Nicaragua                   | 29.0 %                           | 65.5 %                           | 5.4 %                            |
| Niger                       | 50.2 %                           | 47.2 %                           | 2.6 %                            |
| Nigeria                     | 44.0 %                           | 53.3 %                           | 2.8 %                            |
| Na Uy                       | 17.8 %                           | 65.4 %                           | 16.8 %                           |
| Oman                        | 21.8 %                           | 75.8 %                           | 2.4 %                            |
| Pakistan                    | 34.8 %                           | 60.7 %                           | 4.5 %                            |
| Palestine                   | 39.6 %                           | 57.4 %                           | 3.0 %                            |
| Panama                      | 27.4 %                           | 64.7 %                           | 7.9 %                            |
| Papua New Guinea            | 35.9 %                           | 60.3 %                           | 3.8 %                            |
| Paraguay                    | 29.4 %                           | 64.2 %                           | 6.4 %                            |
| Perú                        | 27.4 %                           | 65.5 %                           | 7.2 %                            |
| Philippines                 | 31.7 %                           | 63.5 %                           | 4.8 %                            |
| Ba Lan                      | 14.8 %                           | 68.4 %                           | 16.8 %                           |
| Bồ Đào Nha                  | 13.6 %                           | 64.9 %                           | 21.5 %                           |
| Puerto Rico (US)            | 17.9 %                           | 66.9 %                           | 15.2 %                           |
| Qatar                       | 13.9 %                           | 84.8 %                           | 1.3 %                            |
| România                     | 15.3 %                           | 66.9 %                           | 17.9 %                           |
| Nga                         | 17.6 %                           | 68.2 %                           | 14.2 %                           |
| Rwanda                      | 40.1 %                           | 56.9 %                           | 3.0 %                            |
| Samoa                       | 36.6 %                           | 57.8 %                           | 5.6 %                            |
| São Tomé và Príncipe        | 42.8 %                           | 54.3 %                           | 2.9 %                            |
| Ả Rập Xê Út                 | 25.2 %                           | 71.5 %                           | 3.3 %                            |
| Sénégal                     | 42.9 %                           | 54.1 %                           | 3.0 %                            |
| Serbia                      | 16.5 %                           | 66.2 %                           | 17.4 %                           |
| Seychelles                  | 22.2 %                           | 69.2 %                           | 8.6 %                            |
| Sierra Leone                | 42.1 %                           | 55.4 %                           | 2.5 %                            |
| Singapore                   | 15.0 %                           | 72.1 %                           | 12.9 %                           |
| Slovakia                    | 15.4 %                           | 69.6 %                           | 15.1 %                           |
| Slovenia                    | 15.0 %                           | 66.0 %                           | 19.1 %                           |
| Quần đảo Solomon            | 38.8 %                           | 57.7 %                           | 3.5 %                            |
| Somalia                     | 46.4 %                           | 50.8 %                           | 2.7 %                            |
| Nam Phi                     | 29.0 %                           | 65.7 %                           | 5.3 %                            |
| Nam Sudan                   | 41.7 %                           | 54.9 %                           | 3.4 %                            |
| Tây Ban Nha                 | 14.7 %                           | 65.9 %                           | 19.4 %                           |
| Sri Lanka                   | 24.0 %                           | 65.9 %                           | 10.1 %                           |
| Saint Lucia                 | 18.9 %                           | 71.4 %                           | 9.7 %                            |
| Saint Vincent và Grenadines | 23.8 %                           | 68.5 %                           | 7.7 %                            |
| Sudan                       | 40.8 %                           | 55.6 %                           | 3.5 %                            |
| Suriname                    | 26.4 %                           | 66.6 %                           | 6.9 %                            |
| Thụy Điển                   | 17.5 %                           | 62.5 %                           | 19.9 %                           |
| Thụy Sĩ                     | 14.9 %                           | 66.7 %                           | 18.4 %                           |
| Syria                       | 36.6 %                           | 59.1 %                           | 4.3 %                            |
| Tajikistan                  | 35.3 %                           | 61.3 %                           | 3.5 %                            |
| Tanzania                    | 44.9 %                           | 52.0 %                           | 3.1 %                            |
| Thái Lan                    | 17.3 %                           | 71.3 %                           | 11.4 %                           |
| Đông Timor                  | 43.6 %                           | 52.8 %                           | 3.6 %                            |
| Togo                        | 41.6 %                           | 55.6 %                           | 2.8 %                            |
| Tonga                       | 35.8 %                           | 58.3 %                           | 5.8 %                            |
| Trinidad và Tobago          | 20.7 %                           | 69.3 %                           | 10.0 %                           |
| Tunisia                     | 24.0 %                           | 68.0 %                           | 8.0 %                            |
| Đài Loan                    | 13.12 %                          | 73.02 %                          | 13.86 %                          |
| Thổ Nhĩ Kỳ                  | 25.0 %                           | 66.9 %                           | 8.2 %                            |
| Turkmenistan                | 30.9 %                           | 64.8 %                           | 4.3 %                            |
| Uganda                      | 47.7 %                           | 50.1 %                           | 2.2 %                            |
| Ukraina                     | 15.5 %                           | 68.0 %                           | 16.5 %                           |
| Các TVQ Arab Thống nhất     | 13.9 %                           | 85.0 %                           | 1.1 %                            |
| Hoa Kỳ                      | 18.9 %                           | 65.7 %                           | 15.4 %                           |
| Anh Quốc                    | 17.7 %                           | 63.8 %                           | 18.5 %                           |
| Uruguay                     | 21.1 %                           | 64.3 %                           | 14.7 %                           |
| Uzbekistan                  | 28.0 %                           | 67.5 %                           | 4.5 %                            |
| Vanuatu                     | 36.0 %                           | 59.7 %                           | 4.4 %                            |
| Venezuela                   | 27.6 %                           | 65.8 %                           | 6.6 %                            |
| Việt Nam                    | 23.1 %                           | 69.8 %                           | 7.2 %                            |
| Quần đảo Virgin thuộc Mỹ    | 20.1 %                           | 61.3 %                           | 18.6 %                           |
| Yemen                       | 39.9 %                           | 57.2 %                           | 2.9 %                            |
| Zambia                      | 44.8 %                           | 52.7 %                           | 2.5 %                            |
| Zimbabwe                    | 41.2 %                           | 56.0 %                           | 2.8 %                            |